# Хасанов, Камариддин Мухамадиевич
Камариддин Мухамадиевич Хасанов (26 апреля 1988; Таджикская ССР, СССР,Таджикистан, Пенджикент) — таджикский и российский каратист, тренер и боец смешанных боевых искусств (2022). 10-кратный чемпион Таджикистана по карате, серебряный призёр чемпионата мира, обладатель Кубка мира по карате, тренер международного уровня. Более известен под прозвищем «Камил Карате».

## Биография
Хасанов Камариддин Мухамадиевич родился 26 апреля 1988 года в таджикистанском городе Пенджикент.
С 6 лет начал заниматься спортом, в 15 лет переехал в Россию. На профессиональном уровне выступает с 2010 года.
Камариддин окончил РГУФК в 2018 году, имеет высшее образование, более известен под прозвищем Камил Карате.

## Спортивные достижения
- 10х кратный чемпион Таджикистана по KARATE WKF
- Многократный чемпион города Москвы по KARATE WKF
- Призёр чемпионата Европы по KARATE WASK
- Участник чемпионата Мира по каратэ WKF Мадрид 2018г
- Серебро на Чемпионате Мира по KARATE Италия, Рим 2 место 2012г
- Кубок России по каратэ WUKF 2 место 2012г
- Чемпионат России по все стилевому каратэ 2 место 2015г
- Всероссийский турнир по каратэ WKF 1 место 2018г Наро-Фоминск
- Всероссийский турнир по каратэ WKF 1 место 2018г Одинцово
- Всероссийский турнир по каратэ WKF 1 место 2018г Москва
- Кубок Мира по KARATE WSF 1 место 2017г Москва
- Чемпионат России по Косики Каратэ 1 место 2015 Москва
- Международный турнир 1 место 2016г,2018г,2020г Беларусь

## Звания
- 3-Дан чёрный пояс по Каратэ-До Шотокан
- Мастер Спорта Таджикистан по все стилевому карате
- Мастер Спорта Таджикистана по Karate WKF

- Мастер спорта России по Каратэ WKF

## Известность
Хасанов получил известность после дебюта в Наше Дело (спортивная лига) и после дебюта в Karate Combat 2021 году в США где провел 2 поединка.
Исполнитель трека Карате Пацан ставшим хитом 2022 году.

## Статистика в ММА
| Результат | Рекорд | Соперник           | Способ               | Турнир                          | Дата            | Раунд | Время | Место     |
| --------- | ------ | ------------------ | -------------------- | ------------------------------- | --------------- | ----- | ----- | --------- |
| Победа    | 2-1    | Davoud Moazzeni    | Сабмишном            | Octagon Promotion — Octagon 38: | 21 декабря 2022 | 2     | 1:19  | Казахстан |
| Поражения | 1-1    | Adilik Galymzhanov | Решением             | Octagon Promotion — Octagon 34  | 27 августа 2022 | 3     | 5     | Казахстан |
| Победа    | 1-0    | Keram Kozbaev      | Техническим Нокаутом | Hardcore FC — Hardcore MMA 21   | 10 февраля 2022 | 1     | 2:11  | Россия    |

## Статистика в ПОП ММА
| Результат | Рекорд | Соперник         | Способ               | Турнир                        | Дата     | Раунд | Время | Место  |
| --------- | ------ | ---------------- | -------------------- | ----------------------------- | -------- | ----- | ----- | ------ |
| Победа    | 6-0    | Keram Kozbaev    | Техническим Нокаутом | Hardcore FC — Hardcore MMA 21 | 10.02.22 | 1     | 2:11  | Россия |
| Победа    | 5-0    | Руслан Гусейнов  | решением             | Arena                         | 03.01.22 | 3     | 5     | Россия |
| Победа    | 4-0    | Даниел Лейва     | решением             | Наше Дело                     | 24.11.21 | 3     | 5     | Россия |
| Победа    | 3-0    | Шамиль Газгириев | Техническим нокаутом | Хайп FC                       | 04.10.21 | 1     | 2:34  | Россия |
| Победа    | 2-0    | Валерий Малюк    | нокаут               | Наше дело                     | 02.03.21 | 1     | 0:45  | Россия |
| Победа    | 1-0    | Алексей Кивчук   | нокаут               | Наше Дело                     | 22.01.21 | 1     | 3:20  | Россия |